# Carlos Hobert
Carlos Alberto «Pingulis» Hobert (Buenos Aires, 27 de junio de 1945; Villa Bosch, 17 de diciembre de 1976) fue uno de los fundador de la organización guerrillera Montoneros en 1970, integrando su conducción. Fue asesinado y desaparecido en 1976, durante la dictadura autodenominada Proceso de Reorganización Nacional. Según el exmilitante montonero e historiador José Amorín, Carlos Hobert fue el líder máximo de Montoneros, incluso por delante de Mario Firmenich, que formalmente ocupó el primer lugar desde la muerte de José Sabino Navarro a mediados de 1971.

## Biografía
Carlos Hobert nació en la ciudad de Buenos Aires en 1945. Estudió sociología en la Universidad del Salvador (USAL) e historia del arte en la Facultad de Filosofía y Letras de la Universidad de Buenos Aires (UBA). De formación y creencia católica, comenzó su militancia en la década de 1960, en la Juventud Obrera Católica (JOC).
Durante la dictadura de Onganía (1966-1970), que disolvió los partidos políticos, en 1967 ingresó a militar en el Comando Revolucionario Universitario (CRU), de corta vida. En 1968 forma parte de los Comandos Camilo Torres, de ideología católica, promovidos por Juan García Elorrio, director de la revista Cristianismo y Revolución. Ese mismo año fue fundador del llamado grupo de Los Sabinos, liderado por José Sabino Navarro, que sería dos años después uno de los grupos fundadores de Montoneros. En 1969 fue detenido por repartir volantes de apoyo a la CGT de los Argentinos en la puerta de una fábrica.
Como miembro del grupo de Los Sabinos, Hobert no participó del secuestro y "ejecución" del general Aramburu, que recayó sobre los miembros del Comando Camilo Torres de Buenos Aires, liderado por Fernando Abal Medina y Carlos Gustavo Ramus, ni en la toma de la Calera, que recayó sobre los miembros del Comando Camilo Torres de Córdoba, liderado por Emilio Maza.  
En 1971, luego de la caída de varios de sus miembros, Montoneros quedó reducida a su mínima expresión, con solo trece miembros, siendo Hobert el único que no era buscado por la policía. Por esa razón fue el encargado de establecer contactos políticos que le permitieran a Montoneros salir del encierro. Hobert se conectó con sindicalistas y militantes que habían estado vinculados a la experiencia de la CGT de los Argentinos, en la que había participado, y con JAEN, una agrupación universitaria liderada por Rodolfo Galimberti, que abriría las puertas a la conexión con Perón, la organización de la Juventud Peronista y la participación en la campaña «Luche y vuelve» que dio inicio al proceso de masificación.
En ese momento, frente a las discusiones dentro de Montoneros sobre la posibilidad de impulsar una campaña por la vuelta de Perón al país y la realización de elecciones libres, Hobert se mostró como referente político de la organización al escribir en un comunicado, dado a conocer el 23 de diciembre de 1971, que Montoneros reclamaba “elecciones con Perón en la Patria y como candidato”.
Hobert planificó junto a Roberto Quieto el secuestro de los hermanos Born en 1974. Integró la Conducción Nacional de Montoneros hasta el día de su muerte.
Murió en combate el 17 de diciembre de 1976, cuando un grupo de tareas del Ejército allanó su casa para secuestrarlo.